# Финале Купа европских шампиона 1978.
Финале Европског купа 1978. је била фудбалска утакмица између Ливерпула из Енглеске и Клуба Брижа из Белгије. Утакмица је била одиграна 10. маја 1978. на стадиону Вембли у Лондону, Енглеска (место одржавања је одлучио у Берну Извршни комитет УЕФА 20. септембра 1977.) Био је то финални меч сезоне 1977–78 у првом европском куп такмичењу, Европском купу. Ливерпул је био актуелни шампион и наступао је у свом другом финалу Европског купа. Клуб Бриж се појавио у свом првом финалу Европског купа. Две стране су се већ једном састале у европском такмичењу, када су се такмичиле у финалу Купа УЕФА 1976, које је Ливерпул добио укупним резултатом 4-3.
Као актуелни шампион, Ливерпул се опростио у првом колу, што је значило да је Клуб Бриж одиграо још два меча за пласман у финале. Све осим једне утакмице Ливерпула су биле удобне победе и они су победили у сваком колу са укупним резултатом од најмање два гола у своју корист. У првом колу Клуб Бриж је победио финског шампиона Купс Куопио укупним резултатом 9-2, али су у сваком од наредних кола победили са само једним голом.
Гледано од стране 92.500 гледалаца, прво полувреме је било без голова. Ливерпул је повео у другом полувремену када је Кени Далглиш постигао погодак из додавања Грема Сунса. Одржали су ово вођство и победили у мечу 1–0, обезбедивши Ливерпулу други европски куп и трећи европски трофеј узастопно, и постали су први енглески тим који је задржао Куп Европе.

## Пут до финала

### Ливерпул
| Коло         | Противник              | Прва ут. | Друга ут. | Збирни резултат |
| ------------ | ---------------------- | -------- | --------- | --------------- |
| Прво коло    | слободан               | —        | —         | —               |
| Друго коло   | Динамо Дрезден         | 5–1 (д)  | 1–2 (г)   | 6–3             |
| Четвртфинале | Бенфика                | 2–1 (г)  | 4–1 (д)   | 6–2             |
| Полуфинале   | Борусија Менхенгладбах | 1–2 (г)  | 3–0 (д)   | 4–2             |

Ливерпул је био актуелни шампион Купа Европе након што је победио Борусију Менхенгладбах са 3-1 и победио у финалу Купа Европе 1977. Ливерпул је такође био актуелни шампион Енглеске, освојивши енглеску лигу током сезоне 1976–77. Као актуелни шампиони Европског купа, били су слободни у првом колу. Они су у другом колу играли нерешено против шампиона Источне Немачке, Динама из  Дрездена. Очекивало се да Ливерпул победи у првој утакмици, одиграној на Енфилду, свом домаћем терену, и то су урадили резултатом 5–1. Дрезден је победио у реваншу резултатом 2–1 на свом терену, Гликсгас стадиону, дајући Ливерпулу победу 6–3 у укупном збиру.
У четвртфиналу, Ливерпул је играо нерешено против португалског шампиона Бенфике. Прва утакмица је одиграна на стадиону Естадио да Луз, домаћем терену Бенфике. Нене је постигао гол за Бенфику у 18. минуту, Џими Кејс је изједначио за Ливерпул у 37. минуту, а Емлин Хјуз је постигао гол средином другог полувремена и донео победу Ливерпулу од 2:1. У реванш мечу на Енфилду Ливерпул је победио резултатом 4–1, што им је донело укупну победу од 6–2.
Противник Ливерпула у полуфиналу била је Борусија Менхенгладбах, тим који су победили да би прошле године освојили Куп Европе. Прва утакмица је одиграна у Немачкој на стадиону Бекелберг, који је у то време био домаћи терен Борусије. Борусија је рано повела када је Вилфрид Ханес постигао гол. Ливерпул је изједначио у 88. минуту, поготком Дејвида Џонсона, али је у следећем минуту узвратио Рајнер Бонхоф из слободног ударца са 22 јарде, па је Борусија победила 2-1. У реваншу, на Енфилду, Реј Кенеди је постигао гол за Ливерпул у шестом минуту, Кени Далглиш је постигао погодак у 35. минуту, а Џими Кејс је погодио у 56. минуту, доневши Ливерпулу победу од 3–0 у мечу и победу укупним резултатом 4–2, и обезбедивши пласман у њихово друго финале Европског купа.

### Клуб Бриж
| Коло         | Противник       | Прва ут. | Друга ут. | Збирни резултат |
| ------------ | --------------- | -------- | --------- | --------------- |
| Прво коло    | Купс Куопио     | 4–0 (г)  | 5–2 (д)   | 9–2             |
| Друго коло   | Панатинаикос    | 2–0 (д)  | 0–1 (г)   | 2–1             |
| Четвртфинале | Атлетико Мадрид | 2–0 (д)  | 2–3 (г)   | 4–3             |
| Полуфинале   | Јувентус        | 0–1 (г)  | 2–0 (д)   | 2–1             |

Клуб Бриж је ушао у такмичење победом у белгијској првој лиги 1976–77 и тако постао шампион Белгије. Противници у првом колу били су им шампиони Финске Купс Куопио (КуПС). Бриж је победио у првом мечу са 4–0 на домаћем терену КуПС-а, Куопион кескускентта, и у реваншу са 5–2 на терену Брижа, на стадиону Јан Брејдел, чиме је победио у овом колу са укупним резултатом од 9–2.
Противник у другом колу био им је шампион Грчке, Панатинаикос. Прва утакмица је била у Белгији. Бриж је победио са 2:0 након што је Роџер Дејвис постигао погодак из пенала у 24. минуту, а Џулијен Кулс је постигао гол средином другог полувремена. Реванш је одигран на домаћем терену Панатинаикоса, стадиону Леофорос Александрас. Панатинаикос је победио у мечу резултатом 1–0, тако да је Бриж победио у овој рунди са укупним резултатом од 2–1.
Противници Брижа у четвртфиналу били су шампион Шпаније Атлетико Мадрид. Прву утакмицу у Белгији победио је Бриж резултатом 2-0. Реванш утакмица, одиграна на стадиону Висенте Калдерон, домаћем терену Атлетика, била је тесна утакмица: Атлетико је постигао два гола у првом полувремену, Кулс је погодио за Бриж у 60. минуту, Марсијал Пина је постигао гол за Атлетико два минута касније. Коначно је Раул Ламберт постигао још једном гол за Бриж. Тако је Бриж изгубио меч са 3–2, али је победио у овој четвртфиналној рунди са укупним резултатом од 4–3.
Шампион Италије Јувентус им је био следећи противник, у полуфиналу. Прва утакмица на стадиону Олимпико ди Торино, домаћем терену Јувентуса, била је без голова све до 86. минута, када је Роберто Бетега постигао гол и донео победу Јувентусу од 1:0. Реванш у Белгији је био сличан догађај. Бриж је постигао гол у трећем минуту, али је то само изједначило укупан резултат 1-1 после две утакмице, због чега је било потребно да се играју продужеци. Да је укупан резултат и даље био изједначен након продужетака, дошло би до извођења пенала. Међутим, то се није догодило, пошто је Рене Вандерејкен постигао гол у 116. минуту и донео Брижу победу од 2-0 у мечу и победу од 2-1 укупним резултатом, што им је омогућило да прођу у своје прво финале Европског купа.

## Утакмица

### Детаљи
За прво полувреме се може рече да је било досадно. Бриж се бранио, користећи чврсте позиције и користио офсајд замке да ограничи Ливерпулове претње у нападу. Пред крај првог полувремена Ливерпул је почео да има више шанси за гол. Реј Кенеди је волејем шутирао преко гола, а Џими Кејс је извео слободан ударац који је голман Брижа Биргер Јенсен успео да одбије. У завршним минутама првог полувремена, Јенсен је направио две кључне одбране: блокирао је Дејвида Ферклауа, који је трчао ка голу, а Алан Хансен је главом избацио преко пречке. Тако је резултат на полувремену био 0–0.
Почетком другог полувремена, Џенсен је још једном одличнон одбранио, овога пута шут Тери Мекдермота. Прва значајна шанса Брижа дошла је неколико минута касније, када је центаршут Ренеа Вандерекена стигао до Јана Серенсена на десној страни терена, али без очекиваног резултата. Следећи ударац Соренсена блокирао је капитен Ливерпула Емлин Хјуз. Изблокирани ударац није био очишћен, али је Реј Клеменс стигао до лопте пре него што је Лајош Ки из Брижа стигао до ње и постигао погодак. Након овога, Ки је замењен Дирком Сандерсом. Ливерпул је извршио замену неколико минута касније, а Кејса је заменио Стив Хајвеј. Замена Ливерпула је имала више ефекта, пошто је Хајвеј дао Ливерпулу већу ширину на десној страни терена. Два минута након увода Хајвеја, Кени Далглиш је примио лопту у шеснаестерцу Брижа од додавања Грема Сунса и погодио Џенсена у скоку и довео Ливерпул у вођство од 1:0.
Бриж је сада морао да постигне гол, али су створили само још једну шансу. Десет минута пре краја меча, Соренсен је пресекао бекпас Хансена и шутирао. Његов ударац је блокирао Клеменс, а избијање Фила Томпсона са гол линије спречило је Бриж да изједначи. Утакмица је остала на резултату од 1-0 и Ливерпул је освојио свој други узастопни Куп Европе, поставши први британски тим који је задржао трофеј.
| Ливерпул    | 1–0      | Клуб Бриж |
| ----------- | -------- | --------- |
| Далглиш 64’ | Извештај |           |

| Ливерпул | Клуб Бриж |

| GK               | 1  | Реј Клеменс    |     |     |
| RB               | 2  | Фил Нил        |     |     |
| CB               | 4  | Фил Томпсон    |     |     |
| CB               | 3  | Ален Хансен    |     |     |
| LB               | 6  | Емлин Хјуз (c) |     |     |
| RM               | 8  | Џими Кејс      | 29’ | 63’ |
| CM               | 10 | Тери Мекдермот |     |     |
| CM               | 11 | Грејем Сунес   |     |     |
| LM               | 5  | Реј Кенеди     |     |     |
| CF               | 7  | Кени Далглиш   |     |     |
| CF               | 9  | Дејвид Ферклао |     |     |
| Резервни играчи: |    |                |     |     |
| MF               | 12 | Стив Хајвеј    |     | 63’ |
| GK               | 13 | Стив Огризовик |     |     |
| DF               | 14 | Џоји Џонс      |     |     |
| DF               | 15 | Колин Ервин    |     |     |
| MF               | 16 | Ијан Калагам   |     |     |
| Менаџер:         |    |                |     |     |
| Боб Пејсли       |    |                |     |     |

| GK               | 1  | Биргер Јенсен       |     |     |
| RB               | 2  | Фост Бајнстајнс (c) |     |     |
| CB               | 4  | Џорџес Лекенс       |     |     |
| CB               | 3  | Едуард Кригер       |     |     |
| LB               | 5  | Џино Мас            |     | 71’ |
| RM               | 6  | Јулиен Колс         |     |     |
| CM               | 7  | Рене Вандерејкен    | 35’ |     |
| CM               | 10 | Лајош Ки            |     | 58’ |
| LM               | 8  | Данијел Де Кабер    |     |     |
| CF               | 9  | Јан Симон           |     |     |
| CF               | 11 | Јан Серенсен        |     |     |
| Резервни играчи: |    |                     |     |     |
| GK               | 12 | Лен Барт            |     |     |
| MF               | 13 | Дирк Сандерс        |     | 58’ |
| DF               | 14 | Јос Волдерс         |     | 71’ |
| FW               | 15 | Раол Ламберт        |     |     |
| FW               | 16 | Бернард Ферхеке     |     |     |
| Менаџер:         |    |                     |     |     |
| Ернст Хапел      |    |                     |     |     |

## После утакмице
После утакмице, личности из сваког тима су биле критичне према игри другог тима. Дефанзивац Ливерпула Томи Смит критиковао је Бриж због њиховог приступа, рекавши: „То је био патетичан став. Никада тако нешто не добијаш.“  Менаџер Ливерпула Боб Пејсли је такође критиковао тактику белгијског тима: „Потребна су два тима да би се утакмица претворила у спектакл, а чинило се да је Бриж био забринут само због једне грешке због грешке Брижа. У нашој одбрани, никада нису изгледали као да би постигли гол, али су били добро организовани и то је био случај да их сломимо од почетка до краја." њихова победа иако смо били хендикепирани због повреда двојице играча.“